# هاني الخصاونة
هاني الخصاونة هو سياسي أردني، كان الرئيس السابق لـ«جمعية الإخاء الأردني السوري» ووزير سابق للإعلام والشباب في المملكة الأردنية الهاشمية.

## النشأة
ولد في قرية إيدون قرب إربد عام 1939. وأنهى دراسته الثانوية في كلية الحسين الثانوية في مدينة عمان قبل أن يَلتحق بجامعة القاهرة لدراسة الحقوق، وقد تخرج منها عام 1962. ولاحقاً حصل على درجة الماجستير في العلوم السياسية من نيويورك، ثم حصل على الدكتوراه عام 1976 من جامعة بوخارست في القانون الدولي عندما كان سفيراً في المدينة. تزوج في فترة لاحقة وولد له ولدان اسماهما، محمد وبشر.

## المناصب
عين هاني الخصاونة كوزير للشباب خلال فترة سلطة حكومة أحمد عبيدات عام 1984، ثم وزيراً للإعلام خلال فترة حكومة زيد الرفاعي عام 1988. وقد قضى عدة سنوات سفيراً في عواصم مختلفة، فقد عمل في بوخارستي وهلسنكي وبرلين وموسكو وباريس. ولاحقاً انتخب أميناً عاماً لمجلس الوحدة الاقتصادية العربية، ومثل دول الأردن في منظمة اليونسكو. وعمل رئيسا للتشريفات الملكية. لاحقا اصبح  رئيساً لجمعية الإخاء الأردني السوري في شهر أيلول 2010، ولمدة عامين.

## روابط خارجية ومراجع
1. ↑  موقع رئاسة الوزراء، هاني الخصاونة. نسخة محفوظة 2020-02-18 على موقع واي باك مشين.
2. 1 2  هاني الخصاونة... وزير منحاز لخطاب المعارضة. جريدة الدستور. تاريخ الولوج 18-03-2011. [وصلة مكسورة] نسخة محفوظة 26 يناير 2020 على موقع واي باك مشين.
3. ↑  تشكيلة الحكومة الأردنية برئاسة أحمد عبيدات نسخة محفوظة 24 سبتمبر 2015 على موقع واي باك مشين. "نسخة مؤرشفة". مؤرشف من الأصل في 2015-09-24. اطلع عليه بتاريخ 2011-04-23.
4. ↑  موقع التراث الملكي الهاشمي، هاني الخصاونة. نسخة محفوظة 2021-01-18 على موقع واي باك مشين.